# Marie Clermont
Maria Frederica Christina (Marie) de Clermont  (Jülich, 30 november 1860 - Amsterdam, 26 augustus 1922) was een Nederlands actrice. 

## Levensloop
Maria genoot in de periode 1876 tot 1880 bij Henri Morriën in het Tivoli theater aan de  Nes in Amsterdam haar opleiding voor toneelspeelster. Vandaar vertrok zij in 1880 naar Antwerpen en verbond zich aldaar aan de Vlaamse Schouwburg en trad op in Antwerpen, Brussel en in Gent. Later keerde zij terug naar het Tivoli-theater in Amsterdam waar zij ooit op 16-jarige leeftijd haar debuut had gemaakt met een rol als travestie in het toneelstuk "De Prins".
Op 12 juli 1889 trouwde Maria te Amsterdam met acteur Frits Bouwmeester sr. (1848-1906), zij was diens tweede vrouw. Zij hadden samen drie kinderen, van wie twee zonen, Frits jr. (1885-1959) en Adolf (1889-1959), net als hun ouders acteurs waren. Zoon Louis (1882-1931) werd violist. Maria overleed op 61-jarige leeftijd en is begraven op begraafplaats Zorgvlied te Amsterdam.
Marie Clemont speelde in verschillende toneelstukken, onder andere:
- Miss Fey Templeton in Maandaghouder
- Catharine in mademoiselle Sans-Gêne
- De actrice in de brede weg
- Juliette in de Geisha